# Florian Moch
Florian Moch (* 13. Januar 1987 in Göttingen) ist ein deutscher Film- und Theaterregisseur, Autor, Puppenbauer und Puppenspieler in Augsburg.

## Leben
Seit seiner frühen Kindheit beschäftigt sich Moch mit dem Figurentheater sowie mit dem Marionettenbau. Von 2009 bis 2010 drehte er den innovativen Marionettenfilm Splettrhex, der im ZDFtheaterkanal gezeigt wurde. 2011 schloss er sein Studium der Theaterwissenschaft bei Erika Fischer-Lichte ab.
Moch arbeitet u. a. für die Augsburger Puppenkiste, für die er Stücke schreibt und inszeniert, Marionetten baut und spielt. 2018 kam seine Inszenierung (Text und Regie) von Richard Wagners „Der Ring des Nibelungen“ in zwei Stunden auf die Bühne der Puppenkiste. Enjott Schneider bearbeitete und erweiterte die Musik. Die Inszenierung rief ein breites Medienecho hervor. 2017 hat Moch ein Musikvideo mit Marionetten für Bela B gedreht, für das er auch ein Figurendouble von Bela B geschaffen hat.
Für die Puppenkiste hat Moch u. a. die aktuelle Angela-Merkel-Marionette und weitere Politiker-Portraitfiguren wie z. B. Markus Söder, Cem Özdemir und Annegret Kramp-Karrenbauer geschnitzt. Zudem hat er den Kasperl, das Maskottchen des Theaters, neu eingekleidet.
2023 inszenierte Moch das Grimm‘sche Märchen „Rapunzel“ in einer zeitgemäßen Fassung zum 75. Jubiläum der Puppenkiste. Am 26. Februar 2023 übernahm der bayerische Ministerpräsident Markus Söder eine Ehrenpatenschaft für die von Moch geschaffene Markus-Söder-Marionette der Puppenkiste.
2024 inszenierte Moch „Der Sandmann“ am Staatstheater Augsburg als 360-Grad-Film für Virtual-Reality-Brillen. Schauspieler und Puppen sind Darsteller in der Inszenierung.
Florian Moch ist verheiratet mit Melanie Marschall, der Urenkelin des Gründers der Puppenkiste.

## Inszenierungen (Auswahl)
- 2013 Der Zauberer von Oz
- 2017 Die Bremer Stadtmusikanten
- 2018 Der Ring des Nibelungen
- 2022/23 Rapunzel
- 2024 Staatstheater Augsburg: Der Sandmann

## Filmografie (Auswahl)
Als Regisseur
- 2009 Splettrhex
- 2017 Bela B – Einer bleibt liegen
- 2020 KASPERLige Weihnachten
- 2021 Der Ring des Nibelungen (Trailer)
- Kurzfilme und Trailer für die Augsburger Puppenkiste

Als Autor
- 2009 Splettrhex
- 2020 KASPERLige Weihnachten

Als Puppenbauer
- 2009 Splettrhex
- 2017 Bela B – Einer bleibt liegen
- 2018 Geister der Weihnacht

Als Darsteller
- 2000 Tigerenten Club
- 2009 Splettrhex
- 2017 Als der Weihnachtsmann vom Himmel fiel

## Auszeichnungen (Auswahl)
- 2002 Jugend gestaltet[13]
- 2020 Kunstförderpreis der Stadt Augsburg im Bereich Literatur[14]